# ナーニ
ナーニ（Nani）で知られるガンタ・ナヴィーン・バーブ（Ghanta Naveen Babu、1984年2月24日 -）は、テルグ語映画とタミル語映画で活動するインドの俳優・プロデューサー。ナーニは、ナンディ賞2回、フィルムフェア賞 南インド映画部門3回、南インド国際映画賞4回を受賞している。
2008年にロマンチック・コメディ『Ashta Chamma』でデビューし、『Ala Modalaindi』（2011年）でブレイクを果たした。その後、『マッキー』（2012年）、『Bhale Bhale Magadivoy』（2015年）などで人気を確立し、主演俳優としての地位を築く。2019年の『Jersey』ではクリケット選手役を演じ、批評家から高い評価を受けた。2023年には『Dasara』がキャリア最大のヒットとなり、同年の『Hi Nanna』も興行的に成功を収めた。
また、プロデューサーとしても活動しており2013年に『D for Dopidi』で初めてプロデュースを手がけ、本作は商業的に成功を収めた。2018年には自身のプロダクション会社Wall Poster Cinemaを設立し、『Awe』（2018年）、『HIT: The First Case』（2020年）、『HIT: The Second Case』（2022年）を制作。
そのほか、2018年にはリアリティ番組『Bigg Boss』シーズン2の司会を務めた。

## 生い立ち
ナーニは1984年2月24日にテルグ人の家庭に生まれ、ハイデラバードで育った。彼の家族はアーンドラ・プラデーシュ州のチャッラパッリ出身である。
5年間の交際を経て、ナーニは2012年10月27日にアンジャナ・イェレヴァルティと結婚した。
2017年に息子のアルジュンが誕生した。

## 経歴とキャリア

### 経歴の始まり（2008～2010）
ナーニは大学時代に映画に興味を持ち、マニ・ラトナムを大きな影響として挙げている。もともと監督志望だったが、プロデューサーのアニル・クマール・コネルに声をかけられ、『Radha Gopalam』（2005年）で「クラップ・ディレクター」（映画撮影の際にカチンコを打ち、シーンの開始を指示する役職）として監督のバープのもとで働く。
一時期は映画の仕事を離れ、脚本執筆に取り組んでいたが、ラジオDJの仕事をしていた友人の紹介で、「Non-Stop Nani」というラジオ番組のパーソナリティを1年間担当。
その後、広告でナーニを見かけた監督モーハン・クリシュナ・インドラガンティが彼を『Ashta Chamma』に抜擢。映画は成功し、ナーニの演技も高評価を受けた。その後、『Ride』（2009年）がヒット。

### ブレイクと商業的浮き沈み（2011～2014）
2011年、『Ala Modalaindi』でニティヤ・メーネンと共演し、大ヒットを記録。批評家からは「完全に自然体」「役を生きている」と絶賛される。

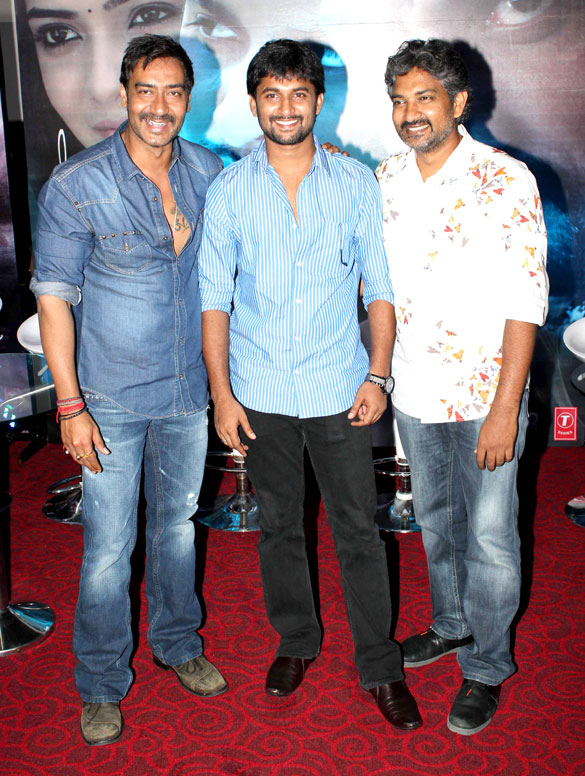
映画『Makkhi(Eega・ヒンディー吹替版)』の特別上映会時のナーニ（中央）(2012年)

2012年、S・S・ラージャマウリ監督の実写映画『マッキー（原題：Eega）』に主演した。サマンタと共演した。本作はタミル語版『Naan Ee』と同時制作された。
映画は批評家から高く評価され、「ナーニは登場シーンこそ少ないものの、恋する青年としての魅力を存分に発揮している」「限られた出演時間ながら強い印象を残している」と評された。
『マッキー（原題：Eega）』は興行的に大ヒットを記録し、のちにヒンディー語吹替版『Makkhi』、マラヤーラム語吹替版『Eecha』としても公開された。また、日本では2013年に『マッキー』のタイトルで劇場公開されている。
その後、ゴータム・ヴァスデーヴ・メーノン監督の『Yeto Vellipoyindhi Manasu』に主演。演技が絶賛され、ナンディ賞主演男優賞を受賞。
2015年には、『Bhale Bhale Magadivoy』で記憶力が弱い植物学者を演じ、本作は大ヒットを記録。米国市場でテルグ映画史上4番目の興行収入を達成し、ナーニはフィルムフェア賞 テルグ語映画部門審査員選出男優賞 を受賞した。
2016年には、『Krishna Gaadi Veera Prema Gaadha』（2016年）がヒット。続く『Gentleman』では二役を演じ、「演技の幅を示した」と高く評価され、ナンディ特別審査員賞を受賞。
この年最後の主演作『Majnu』も興行的に成功した。

### 確立した俳優としての成長と活動の拡大（2017年 - 現在）

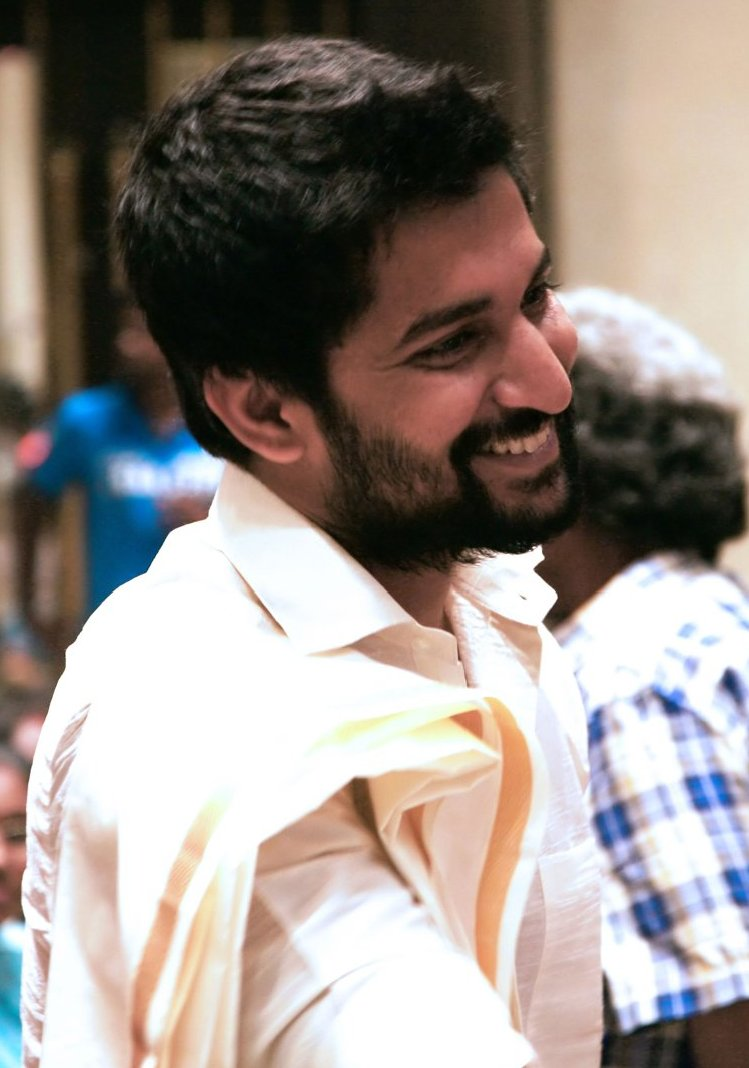
『Aaha Kalyanam』オーディオローンチイベント時のナーニ

2017年、『Nenu Local』（監督：トリナーダ・ラオ・ナッキナ）に主演し、キールティ・スレーシュと共演。批評家からは「映画を一人で支えている」と評価され、当時の自身最高の興行収入を記録した。
続いて『Ninnu Kori』（2017年）でニヴェーダ・トーマスと再共演。Firstpostの評論では「ナーニの演技にはユーモアだけでなく感情的な深みもある」と評価された一方、The Indian Expressは「演技がワンパターン化している」と指摘した。それでも映画は商業的に成功し、自身の興行収入記録を更新した。
同年、『Middle Class Abbayi』（2017年）でサイ・パラヴィと共演。本作は『Nenu Local』の記録を超え、自身のキャリア史上最高の興行収入を達成した。
2018年、『Krishnarjuna Yudham』では二役を演じた。しかし、主演作としては8作ぶりに興行的に失敗した。
2019年、『Jersey』では元クリケット選手役を演じた。本作は批評家・興行成績ともに成功を収め、キャリアにおける最も重要な作品とされている。Hindustan Timesは「ナーニは『Jersey』での演技が圧倒的であり、近年で最も自然な役柄に見える」と評し、India Todayは「ナーニの表情は完璧であり、彼のクリケットの技術も素晴らしい」と評価した。本作でSIIMA批評家賞（最優秀主演男優賞）を受賞した。
同年、『Nani's Gang Leader』で犯罪小説家役を演じた。本作は賛否両論を受けつつも興行的に成功を収めた。Times of Indiaはナーニを「映画の心と魂」と評し、「彼の演技が作品に命を吹き込んでいる」とコメントした。
2020年、『V』に出演し、キャリア初の悪役を演じた。本作はナーニにとって初のOTT（Amazon Prime Video）配信作品となり、賛否両論を受けるも「最も視聴されたテルグ映画」となる。The News Minuteは「ナーニはブラックユーモアを効かせつつ、不気味な雰囲気を見事に演じている」と評価した。
2021年に公開された『Shyam Singha Roy』 では、バングラデシュの作家と彼の生まれ変わりである映画監督という二役を演じ、興行的に大成功を収めた。 本作でフィルムフェア批評家賞（最優秀主演男優賞）を2回目の受賞し、テルグ映画史上初の2回受賞者となった。
2022年、『Ante Sundaraniki』に主演し、ナズリア・ナジムと共演。本作は国内興行収入では平均的な成績だったが、海外市場では大ヒットし、その年の最高興行収入作品の一つとなった。Cinema Expressは「ナーニは役柄に誠実に向き合い、ユーモアのセンスも見事に発揮している」と評した。同年、『HIT: The Second Case』 に特別出演し、次作『HIT: The Third Case』 への出演を示唆した。
2023年の『Dasara』（キールティ・スレーシュ共演）では石炭を盗んで生計を立てる若者の役を演じた。本作はナーニ史上最高の興行収入を記録し、キャリア最大のヒット作となった。News18は「ナーニの演技は圧巻であり、彼の存在感は際立っている」と評した。
次作の『Hi Nanna』ではムルナル・タクルと共演し、ファッションフォトグラファー兼シングルファーザー役を演じた。Hindustan Times は「完璧」と評し、The Indian Express は「印象的な演技」と評価した。本作は世界的に商業的成功を収めた。
2024年唯一の主演作となった『土曜日の男』では、プリヤンカ・モハンと共演し、独自の正義を貫く青年の役を演じた。 The Hindu は「緻密な演技」と「内に秘めた制御された怒り」を評価した。 本作は興行的に成功を収めた。 今後、ナーニは『HIT: The Third Case』および 『The Paradise』に出演予定である。

## 慈善活動
ナーニは俳優業以外に、慈善活動にも積極的に取り組んでいる。2015年の南インドの洪水の際には、被災者支援のため多額の寄付を行った。
2020年の新型コロナウイルス感染症（COVID-19）流行時には、「コロナウイルス慈善基金」に約300万インドルピーを寄付した。また、同年にサイバラーバード警察と協力し、新型コロナウイルス感染者のための血漿提供を呼びかけるキャンペーンを実施した。さらに、サラセミアを患う子どもたちを支援するため、自ら献血も行っている。

## 公的な評価

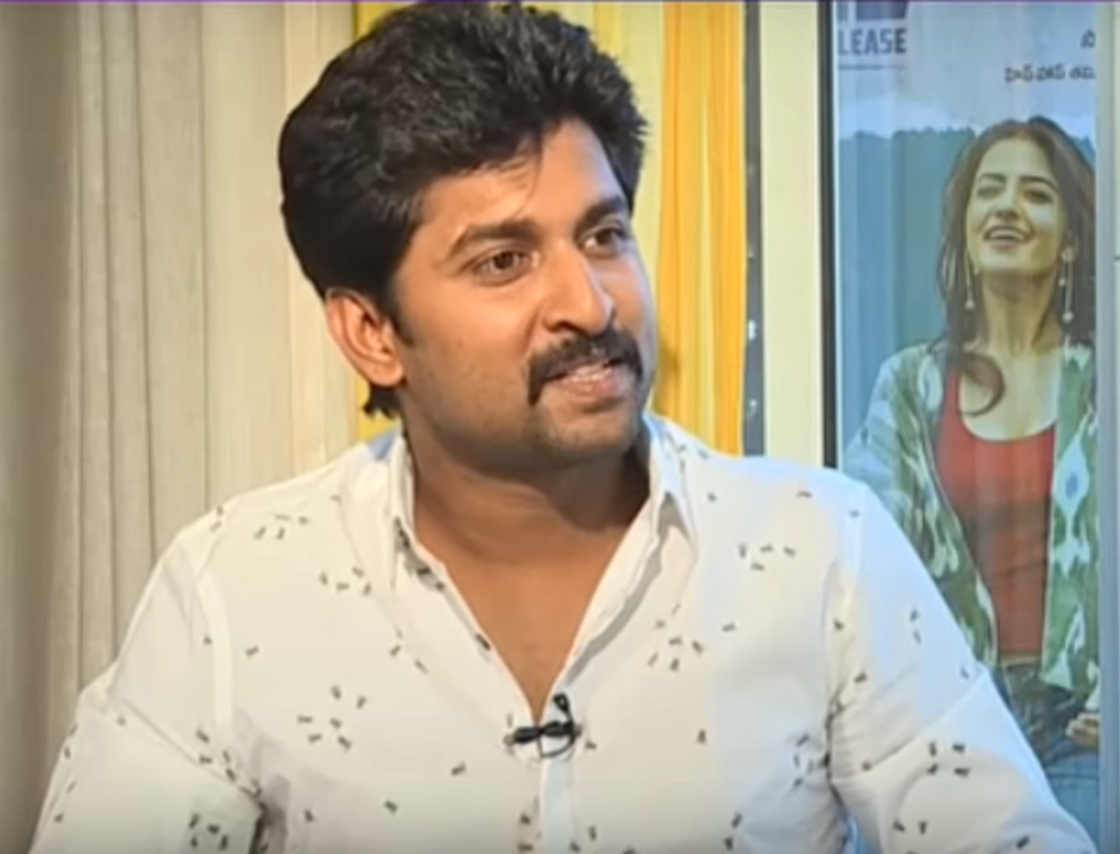
『Krishnarjuna Yuddam』インタビュー時のナーニ(2018年)

ナーニは、メディアの報道によると、テルグ映画界で最も人気があり、高額な報酬を得る俳優の一人とされている。リアルな演技でさまざまな役柄を演じることから、観客からは「ナチュラル・スター」と親しまれている。
彼の『Jersey』での演技は、Film Companion によって「2010年代の100の偉大な演技」の一つに選ばれた。また、Rediff.com の「トップ・テルグ俳優」ランキングでは、2011年に4位、2012年に3位にランクインしている。
2021年には、Instagram上で最も影響力のある南インド映画スターの19位に選ばれた。また、Hyderabad Times の「最も魅力的な男性」ランキングでは、2013年に18位、2015年に8位、2016年に3位、2017年に10位、2019年に27位、2020年に26位にランクインしている。
さらに、Otto、スプライト、ミニッツメイド、Close-Up、Minister White Shirts などのブランドの広告を務めている。